# Флор да Силва, Жудиван
Жудиван Флор да Силва (порт. Judivan Flor da Silva; 21 мая 1995, Соза, Бразилия) — бразильский футболист, нападающий таиландского клуба « Нонгбуа Питчая».

## Биография
Жудиван — воспитанник клуба «Крузейро». 30 ноября 2014 года в матче против «Шапекоэнсе» он дебютировал в бразильской Серии B.
В 2018—2019 годах на правах аренды выступал за «Америку Минейро», ССА, «Томбенсе» и «Парану».

## Международная карьера
В 2015 году в составе молодёжной сборной Бразилии Жудиван принял участие в молодёжном чемпионате мира в Новой Зеландии. В матче против команды Нигерии он дебютировал за молодёжную сборную. В этом же поединке Жудиван сделал дубль, забив свои первые голы за команду.